# Leighton Phillips
Leighton Phillips (Neath, 26 settembre 1949) è un ex calciatore britannico, di ruolo difensore. Conta 58 presenze per il Galles.

## Carriera
Phillips iniziò la sua carriera al Cardiff City, in cui giocò nelle giovanili e nella squadra riserve prima di approfdare in prima squadra nel 1967. Esordì in prima squadra nel gennaio del 1968 contro il Rotherham United entrando dalla panchina e segnando un gol nel 2-2 finale. Nelle prime partite disputate venne utilizzato come jolly, giocando in quasi tutte le posizioni del campo prima di essere schierato solo in difesa.
Grazie alle sue prestazioni venne convocato nella Nazionale gallese per la prima volta nel 1971 contro la Cecoslovacchia.
A causa delle mancanza di vittorie con la propria squadra, nel settembre del 1974 lasciò il Cardiff City per trasferirsi all'Aston Villa, che lo pagò 100.000 sterline. Con i Villans vinse due Football League Cup e totalizzò 175 presenze.
Nel novembre del 1978 fu acquistato dallo Swansea City per 70.000£, cifra record per il club gallese. Dopo essersi trasferito al Charlton Athletic, Phillips concluse la carriera all'Exeter City nel 1983.

## Palmarès

### Club

#### Competizioni nazionali
- Coppa del Galles: 6

Cardiff City: 1967-1968, 1968-1969, 1969-1970, 1970-1971, 1972-1973, 1973-1974
- Coppa di Lega inglese: 2

Aston Villa: 1974-1975, 1976-1977